# Parti agrarien de Russie
Le Parti agrarien de Russie (en russe : Аграрная Партия России, Agrarnaya Partiya Rossii, abrégé en АПР ou APR) est un parti politique russe situé à gauche de l’échiquier politique. 

## Histoire
Fondé en février 1993, il fait partie des plus anciens partis politiques de la Russie moderne. Bien que n’étant pas officiellement communiste, il affiche de nombreuses similitudes avec les idéologies du collectivisme et du socialisme, et fait, dans le même temps, la promotion de certaines propriétés privées pour les petits agriculteurs.
Le parti a été fondé et dirigé par Mikhaïl Lapchine (en) jusqu’en 2004, l’actuel chef du parti est Vladimir Plotnikov. Aux élections législatives de 1993, le Parti agrarien a obtenu 37 sièges à la Douma pour 8 % des voix. Entre 1994 et 1996, le membre du parti Ivan Rybkine était un orateur du parlement russe. Lors des élections législatives de 1995, le Parti agrarien obtient seulement 3,78 % des suffrages exprimés, n’atteignant pas le seuil de 5 % nécessaire pour être représenté à la Douma. Lors des élections législatives du 7 décembre 2003, le parti a obtenu 3,6 % des voix et 3 des 450 sièges.
Membre du parti agraire, Nikolaï Kharitonov a concouru comme candidat à la présidence du Parti communiste de la fédération de Russie en 2004 et à l’élection présidentielle russe, remportant 13,7 % des suffrages exprimés et arrivant deuxième derrière Vladimir Poutine.
Dans les années 1990, les députés agrariens étaient généralement alliés au Parti communiste à la Douma, et ont plaidé pour davantage d’appui pour le secteur agricole de la part du gouvernement.
Avec 2,30 % des voix au terme des élections législatives russes de 2007, il n’atteint pas le seuil de 7 % nécessaire pour être représenté à la Douma.
Le Parti agraire a soutenu la candidature de Dmitri Medvedev à l’élection présidentielle de 2008, puis s'est dissout dans le parti Russie unie.
Finalement, le parti s'est reformé le 18 juin 2012 et a rejoint le Front populaire panrusse. Il se dissout en octobre 2019.